# Boris Tisjtjenko
Boris Ivannovitj Tisjtjenko (russisk: Бори́с Ива́нович Ти́щенко, tr. Borís Ivánovitj Tísjtjenko; født 23. marts 1939 i Leningrad, Sovjetunionen, død 9. december 2010 i Sankt Petersborg, Den Russiske Føderation) var en russisk komponist og pianist.
Tisjtjenko studerede under Dmitrij Sjostakovitj (1962-1965), og har komponeret et væld af musik i alle genre indenfor den klassiske musik.
Han har bl.a. komponeret 18 symfonier, orkesterværker, kammermusik, klaverkoncert, 2 violinkoncerter, klaverstykker, vokalstykker, filmmusik etc.
Tisjtjenko var tydeligt inspireret af sin lærer Sjostakovitj i stil, men benyttede også tolvtoneteknik i nogle af sine kompositioner, og fandt da også sin egen originale retning.

## Udvalgte værker
- Symfoni nr. 1 (1961) - for orkester
- Symfoni nr. 2 "Marina" (1964) - for blandet kor og orkester
- Symfoni nr. 3 (1966) - for orkester
- Symfoni nr. 4 (1974) - for fortæller og orkester
- Symfoni nr. 5 (1976) - for orkester
- Symfoni nr. 6 (1988) - for sopran, kontraalt og orkester
- Symfoni nr. 7 (1994) - for orkester
- Symfoni nr. 8 (2008) - for orkester
- Symfoni nr. 9 (2009) (ufuldendt) - for orkester
- Symfoni "Krønikens blokade" (1984) - for orkester
- Symfoni "Fransk" (1958 rev. 1993) - for orkester
- Symfoni "Robust" (1970) - for orkester
- Symfoni "Pusjkin" (1967, rev. 1998) - for orkester
- Dante Symfoni nr. 1 "Blandt de levende" (1998) - for orkester
- Dante Symfoni nr. 2 "Forlad håb, alle I der kommer ind her" (2000) - for orkester
- Dante Symfoni nr. 3 "Inferno" (2001) - for violin, klaver og orkester
- Dante Symfoni nr. 4 "Purgatorio" (2003) - for orkester
- Dante Symfoni nr. 5 "Paradis" (2005) - for orkester
- Klaverkoncert (1962) - for klaver og orkester
- 2 Violinkoncerter (1958 rev. 1964, 1981) ( nr. 2 også kaldt Violinsymfoni) - for violin og orkester
- 2 Cellokoncerter (1963, 1969 rev. 1979) - for cello og orkester
- Harpekoncert (1977) - for harpe og orkester
- 6 Strygekvartetter (1957, 1959, 1970, 1980, 1984, 2007)